# 苏尔加纳
苏尔加纳（Surgana），是印度马哈拉施特拉邦Nashik县的一个城镇。总人口6144（2001年）。

## 人口
该地2001年总人口6144人，其中男性3302人，女性2842人；0—6岁人口825人，其中男436人，女389人；识字率69.91%，其中男性为75.17%，女性为63.79%。